# كورو توريس
كريستوبال إيميليو توريس روز (بالإسبانية: Cristóbal Emilio Torres) ، من مواليد 27 ديسمبر 1976 في أهلين في ألمانيا ، لاعب كرة قدم إسباني.
يلعب حاليا مع نادي فالنسيا.

## روابط خارجية
- كورو توريس على موقع الاتحاد الدولي (مؤرشف)  (الإنجليزية)
- كورو توريس على موقع الاتحاد الأوربي (الإنجليزية)
- كورو توريس على موقع قاعدة بيانات كرة القدم.إي يو (الإنجليزية)
- كورو توريس على موقع ناشيونال فوتبول تيمز (الإنجليزية)
- كورو توريس على موقع عالم كرة القدم.نت (الإنجليزية)